# Триигла бодливка
Триигла бодливка (Gasterosteus aculeatus) е вид риба от семейството на Gasterosteidae.

## Разпространение
Рибата е разпространена в Северна Европа, Северна Америка и Далечния изток. Интродуцирана е в Южна Европа. Обитава сладка и солена вода. В България се среща в блатата на Марица и крайбрежието на Варна, Шабла, устието на река Резовска и в Бургаското езеро.

## Хранене
Хищник е и яде ракообразни, насекоми и риба.